# Kalyuzhnyita-(Ce)
La kalyuzhnyita-(Ce) és un mineral de la classe dels silicats. Rep el nom en honor de Vasily Kalyuzhny (1899–1993) en reconeixement de les seves contribucions a la geologia dels jaciments de la República de Komi durant la Unió Soviètica i a la mineralogia de les pegmatites granítiques del Tadjikistan.

## Característiques
La kalyuzhnyita-(Ce) és un silicat de fórmula química NaKCaSrCeTi(Si₈O₂₁)OF(H₂O)₃. Va ser aprovada com a espècie vàlida per l'Associació Mineralògica Internacional l'any 2023, i publicada el mateix any. Cristal·litza en el sistema monoclínic.
L'exemplar que va servir per a determinar l'espècie, el que es coneix com a material tipus, es troba conservat a les col·leccions del Museu Mineralògic Fersmann, de l'Acadèmia de Ciències de Rússia, a Moscou (Rússia), amb el número de registre: 5923/1.

## Formació i jaciments
Va ser descoberta a la morena del massís Dara-i-Pioz, al districtes de la Subordinació Republicana (Tadjikistan). Aquest indret és l'únic a tot el planeta on ha estat descrita aquesta espècie mineral.